# 滇缅冬青
滇缅冬青（学名：Ilex wardii）为冬青科冬青属的植物。分布在缅甸以及中国大陆的云南等地，生长于海拔2,100米至3,000米的地区，多生于山坡灌丛中，目前已由人工引种栽培。

## 别名
柃叶冬青（云南种子植物名录），碎束花（云南龙陵）